# 4991 Hansuess
4991 Hansuess eller 1981 EU29 är en asteroid i huvudbältet som upptäcktes den 1 mars 1981 av den amerikanska astronomen Schelte J. Bus vid Siding Spring-observatoriet. Den är uppkallad efter Hans Suess.
Den tillhör asteroidgruppen Eos.